# 佛慧洞摩崖造像
佛慧洞摩崖造像位於四川省資陽市安岳縣護龍鎮聰明村2組。該造像分佈在鯉魚岩半山腰距地面2至60米的懸崖上。現存盒窟5個，造像362尊，碑刻題記4處。造像多為南宋及明代作品，保存較好。佛慧洞摩崖造像利用高岩峭壁的自然條件，選擇有凹形能蔽風雨之處依岩造像，達到了極其獨特的藝術效果。造像主要內容有千手千眼觀音、接引佛、釋迦佛、送子觀音、千佛、三菩薩等。“千手千眼觀音”造像，手與身體有機結合，十分自然。送子觀音與幼童、千佛雕像動靜結合，排列有序，雕刻技藝十分精緻。高7.1米的釋迦佛造像，系古匠師們順其天然弧形岩壁的彎度雕刻而成。古雕刻家恰當地運用力學、光學、透視學的手法，充分表現出了佛的慈顏悅色，以達到大佛恭迎眾生、和藹可親的特殊效果。佛慧洞摩崖造像規模較大，內容豐富，保存較為完好，對於研究當時的政治、經濟、文化、石刻藝術和宗教信仰等具有較高的價值。1988年，佛慧洞摩崖造像被安岳縣人民政府公佈為縣級文物保護單位。2012年7月16日公佈為第八批四川省文物保護單位。